# حسين كريمي
حسين كريمي (مواليد 15 ديسمبر 1983) سائق سباقات سيارات بحريني من أصل إيراني. يشارك في سباقات 2000 سي سي في حلبة البحرين الدولية بعدما كان يتنافس سابقا في سلسلة سباقات تويوتا الدولية.

## مسيرة السباقات
بدأ كريمي حياته المهنية في عام 2010 في سباق تحدي 2000 سي سي في حلبة البحرين الدولية حيث حل في المركز الثالث في بطولة 2016 فيما حل في المركز الثاني في بطولتي 2014 و 2015.
في مارس 2016 أعلن أنه سيشارك في سباقات سلسلة تي سي آر الدولية في حلبة البحرين الدولية حيث سيقود سيارة سيات ليون.

## روابط خارجية
- حسين كريمي على موقع DriverDB.com (الإنجليزية)